# أبرا (ممثلة)
أبرا (بالإنجليزية: Abra)‏ هي مغنية وممثلة أمريكية، ولدت في 1989 بكوينز في الولايات المتحدة.

## وصلات خارجية
- أبرا (ممثلة) على موقع IMDb (الإنجليزية)
- أبرا (ممثلة) على موقع ألو سيني (الفرنسية)
- أبرا (ممثلة) على موقع ميوزك برينز (الإنجليزية)
- أبرا (ممثلة) على موقع قاعدة بيانات الفيلم (الإنجليزية)